# 持续性网页游戏
持续性网页游戏（Persistent Browser-Based Game ，简称PBBG）是电脑游戏的一个类型，具有“基於浏览器”（通过网页浏览器在互联网上接入并进行游戏）及“下线仍延续”（游戏进程在游戏时间段之间保持延续）的性质。
相较一些基於应用程序的游戏，PBBG能够提供相似深度的游戏体验和游戏时间，而由於PBBG无需任何特定的软件即可进行游戏，因此其更为便捷和易用。
PBBG通常依赖于某种服务器端代码，例如Perl、PHP、Ruby、Python或Java。虽然一些PBBG也会使用Flash、ActiveX 和Java applet等技术从而在客户端计算机中储存数据，但依赖於客户端技术的PBBG实属罕见。鉴於游戏从用户本地文件系统中进行读写时的安全问题——浏览器不允许网页更改甚至损坏用户计算机，同时，游戏设计者不希望游戏文件存储在一个易於用户访问和编辑的地方。
这类游戏的通常做法是，服务器端代码通过某种数据库的形式存储每个玩家的游戏信息以至整个游戏世界，可能是一个纯文本文件，或者关系型数据库，或者由服务器端语言生成的二进制文件。